# Myzostoma striata
Myzostoma striata is een ringworm uit de familie Myzostomatidae.
Myzostoma striata werd in 1943 voor het eerst wetenschappelijk beschreven door George.